# Nesoddens kommun
Nesoddens kommun (norska: Nesodden kommune) är en kommun i Akershus fylke i sydöstra Norge. Kommunen ligger strax söder om Oslo, på en halvö mellan Oslofjorden i väster och Bunnefjorden i öster. Den är liten till utsträckning, men befolkningen har vuxit starkt de senaste [när?] 50-60 åren och är 2010 på ungefär 17 000. Mestadels arbetar invånarna i Oslo.  Nesoddens vänskapskommun i Sverige är Höganäs.
Tillsammans med kommunerna Enebakk, Frogn, Nordre Follo, Vestby och Ås utgör Nesoddens kommun en del av landskapet Follo.

## Administrativ historik
Nesoddens kommun bildades på 1830-talet samtidigt med flertalet andra norska kommuner. 1915 delades kommunen och Oppegårds kommun bildades.

## Tätorter
I Nesoddens kommun finns fem tätorter:
- Bomansvik
- Fagerstrand
- Fjellstrand
- Nesoddtangen (centralort)
- Torvik

## Socknar
Inom Norska kyrkan är Nesoddens kommun indelad i tre socknar:
- Gjøfjells socken
- Nesoddens socken
- Skoklefalls socken

Socknarna ingår i Søndre Follo prosteri i Borgs stift.

## Bilder

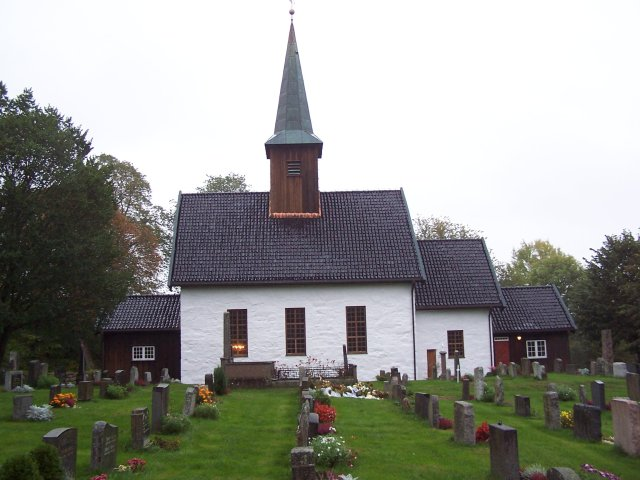
Nesoddens kyrka.
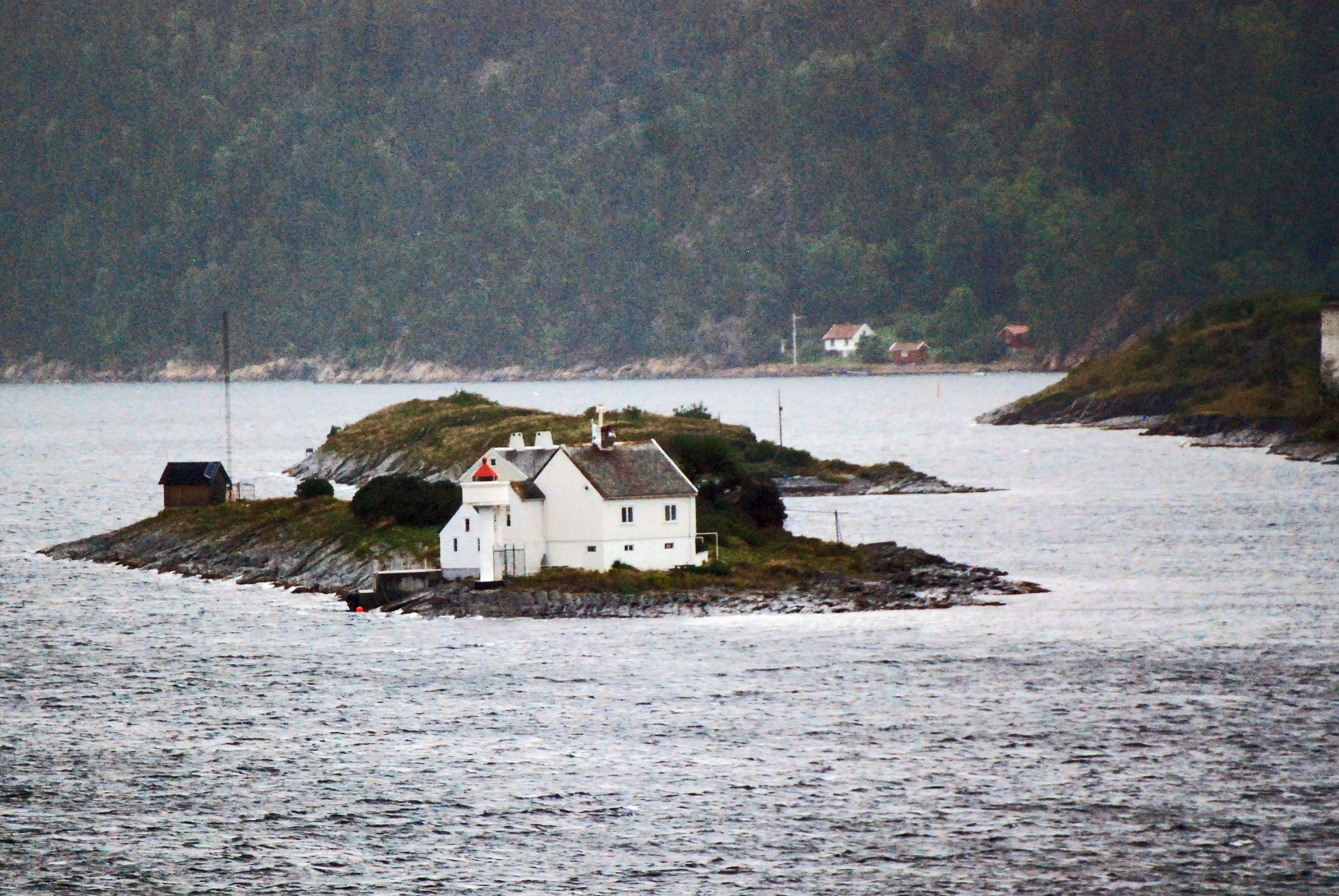
Steilene fyrstation.